# The Long Way to a Small, Angry Planet
The Long Way to a Small, Angry Planet é o romance de ficção científica de estreia de Becky Chambers, de 2014, ambientado em seu universo fictício, Galactic Commons. Chambers publicou-o originalmente por conta própria através de uma campanha no Kickstarter; foi posteriormente republicado por Hodder & Stoughton.

## Sinopse
Fugindo de sua antiga vida, Rosemary Harper se junta à tripulação multiespécies da Wayfarer como arquivista e os segue em suas diversas missões pela galáxia. O romance se preocupa mais com o desenvolvimento dos personagens do que com a aventura. Cada membro da tripulação tem uma história para se desenrolar ou uma crise para enfrentar. Eles encontram vários ambientes alienígenas no lento caminho até seu destino. No final, a nave é danificada por alienígenas hostis, precipitando mudanças nas relações entre os personagens, colocando-os em novos caminhos.

## Personagens
- Rosemary Harper – Uma humana nascida em Marte, ela deixa seu planeta natal para se juntar à tripulação da nave de escavação Wayfarer, onde trabalha como recepcionista da nave, enquanto luta para esconder seu passado.
- Ashby Santoso – O capitão humano do Wayfarer que cresceu na Frota Exodus. Familiarizado com a vida no espaço, ele mantém o resto da tripulação sob controle.
- Dr. Chef – Um Grum, que é médico e chef a bordo do Wayfarer.
- Kizzy Shao – Um dos dois técnicos do Wayfarer. Humano, extremamente falante.
- Jenks – O outro técnico do Wayfarer. Humano e mais baixo que a maioria das pessoas no Planeta Galáctico, mas opta por não mudar isso.
- Sissix – Uma Aandrisk e piloto do Wayfarer. Quando ela não está pilotando a nave, ela parece passar o resto do tempo discutindo com Corbin.
- Artis Corbin – Humano e algiologista da nave. De temperamento explosivo e não tão amigável quanto o resto da tripulação, ele prefere não sair dos laboratórios de algas onde cultiva o combustível do Wayfarer.
- Lovelace – Chamado pela tripulação de Lovey, Lovelace é a IA de bordo do Wayfarer que executa os processos na nave e ajuda durante as comunicações.
- Ohan – Um par Sianat, o navegador da nave, eles são capazes de entender as complexidades da subcamada. Sem eles, a escavação do Wayfarer seria impossível. Eles ficam sozinhos quando não estão comandando a pilotagem de Sissix pela subcamada.

## Produção
Em 2012, Becky Chambers iniciou uma campanha de financiamento coletivo no Kickstarter, na esperança de arrecadar US$ 2.500 para que ela pudesse trabalhar meio período por dois meses para terminar o livro. Ela declarou sua intenção de encontrar uma editora regular, mas observou que a autopublicação seria uma opção alternativa.
No final de fevereiro de 2013, ela anunciou a conclusão do livro e adquiriu um agente literário; o livro foi publicado pela Hodder & Stoughton em 2015.

## Recepção
O livro foi pré-selecionado para o Prêmio Arthur C. Clarke de 2016, e rendeu a Chambers uma indicação para o Prêmio Britânico de Fantasia de 2016 "Prêmio Sydney James Bounds de Melhor Revelação". Foi o primeiro romance autopublicado a ser pré-selecionado para o Kitschies Golden Tentacle de Melhor Romance de Estreia.
The Guardian chamou-lhe "uma viagem de força humana, profunda e silenciosa, que aborda a política e as questões de género com um optimismo revigorante". Io9 considerou-o "emocionante, aventureiro e ... aconchegante", e comparável aos "melhores universos de ópera espacial ".
Adam Roberts sentiu que era "uma enorme quantidade de diversão de ópera espacial, com algumas perspectivas interessantes e matizadas sobre gênero entrelaçadas no todo", enquanto James Nicoll observou que, embora o cenário evocasse o RPG Traveller, ele foi "mais fortemente lembrado do conto de James Tiptree Jr. "And I Awoke and Found Me Here on the Cold Hill's Side" ... isto é, se James Tiptree Jr. em vez de ser implacavelmente, inexoravelmente deprimente, tivesse sido um otimista alegre." Linda Wilson, Strange Horizons, elogiou Chambers por retratar conversas e exposições naturalistas, e pelos relacionamentos entre os personagens.
No Financial Times, James Lovegrove descreveu-o como "SF para a geração Tumblr, um conto agradável de não conformidade, fluidez de gênero, multiculturalismo e relacionamentos sexuais pouco ortodoxos" e "perfeitamente agradável", mas criticou-o por "um tanto carente de ... tensão dramática". Da mesma forma, Adrienne Martini, Locus, afirmou que, embora a abertura do romance fosse "um chamariz para os fãs de ópera espacial" e embora ela sentisse que os leitores "amariam esses personagens e o universo primorosamente desenvolvido que eles habitam", no final das contas "nada de especial acontece" até as últimas 40 páginas; Martini enfatizou, no entanto, que o romance vale a pena ser lido por causa de seus personagens e construção de mundo. No Tor.com, Niall Alexander observou que, embora não seja um " blockbuster de tirar o fôlego", e embora tenha um "enredo simplista (que) não pode competir nem com a profundidade e complexidade do elenco de personagens de Chambers nem com o senso de admiração sugerido por seu cenário estelar", é, no entanto, um "deleite" e uma "alegria genuína"; em última análise, concluiu Alexander, o romance "não é realmente sobre o planeta furioso homônimo - é sobre o longo caminho até lá".